# ملغمة الصوديوم
ملغمة الصوديوم هي خليطة معدن الصوديوم مع الزئبق. يعتمد مدى صلابتها ودرجة انصهارها على محتواها من معدن الصوديوم، الذي يمكن أن يصل إلى حوالي 20%. تحت 1% تكون الملغمة بالحالة السائلة؛ بين 1-2% شبه صلبة، بدءاً من 2% تكون صلبة. أعلى درجة انصهار لملغمة الصوديوم قدرها 360°س، ويكون محتوى الصوديوم فيها 5.4%.
تتفاعل ملغمة الصوديوم مع الماء بشكل عنيف مع تحرير غاز الهيدروجين، إلا أنه أقل عنفاً من تفاعل معدن الصوديوم الحر.
يتم تحضيرها بإلقاء قطع صغيرة من الصوديوم في الزئبق على دفعات، ويرافق ذلك اندلاع ألسنة اللهب.
تعد المادة من المختزلات المستخدمة بشكل أساسي في التفاعلات العضوية.